# Eveling Gloria Castro
Eveling Gloria Castro Gutiérrez  (Cusco, 1971) es una ingeniera de sistemas cusqueña, magíster en Ingeniería de Software y doctora en Ciencia de la Computación, considerada pionera en el Perú en el uso de inteligencia artificial debido a su participación en la creación de un dispositivo detector de cáncer de piel  basado en IA. Ejerce como docente investigador de la Universidad Nacional de San Agustín de Arequipa y es Directora del Centro de Investigación, Transferencia de Tecnologías y Desarrollo de Software I+D+i (CiteSoft).

## Biografía

### Primeros años y educación
Originaria del distrito de Santiago, en Cusco. Estudió Ingeniería de Sistemas en la Universidad Católica de Santa María influenciada por sus profesores de Biología y Matemáticas del Instituto Superior Pedagógico Santa Rosa. Se recibió como Ingeniera de Sistemas e hizo su magíster en Ingeniería de Software, ambos en la Universidad Católica de Santa María; posterior a ello realizó su doctorado en Ciencias de la computación en la Universidad Nacional de San Agustín.

### Trayectoria Profesional
Castro inició su trayectoria profesional como ingeniera de sistemas, asumiendo el rol de jefa de sistemas en la sucursal de Arequipa del Grupo Ibarcena, dueño de la empresa Cruz del Sur. Allí, diseñó y desarrolló un software innovador para monitorear el kilometraje de la flota de la empresa compuesta por más de cien buses, optimizando su mantenimiento y garantizando una gestión eficiente.
Años después, ganó una plaza docente en la Universidad Nacional de San Agustín de Arequipa (UNSA) en donde ejerce hasta la actualidad como docente investigadora y como Directora del Centro de Investigación, Transferencia de Tecnologías y Desarrollo de Software I+D+i (CiteSoft). Ejerce además, docencia en la Universidad Católica de Santa María (UCSM).
Su interés profesional se centra en la investigación y desarrollo de software utilizando inteligencia artificial, realidad virtual e Internet de las Cosas (IoT) para abordar desafíos clave en salud y educación. En el ámbito de la salud, busca reducir costos en dispositivos médicos y terapias de rehabilitación, además de ofrecer soluciones que apoyen a los especialistas del área. En el sector educativo, su objetivo es mejorar los procesos de enseñanza-aprendizaje en todos los niveles mediante el uso de pensamiento crítico, computacional y videojuegos, promoviendo así un aprendizaje más dinámico e innovador.
Es autora y coautora de patentes nacionales e internacionales, así como de derechos de autor de software y bibliografía especializada. Su trabajo ha sido de utilidad en el desarrollo de tecnologías innovadoras, como el detector de cáncer de piel con IA y el fluoroscopio inteligente para la detección temprana de cáncer de piel.

### Mentoría y fomento de vocaciones
Es co-coordinadora de iniciativas como Women in Software Development y Women in Engineering, que buscan fomentar vocaciones en ingeniería entre niñas, adolescentes y mujeres. Fue miembro del Comité Pro Mujer en CTI del Concytec durante los periodos 2022 al 2024. 

## Proyectos destacados
Durante la pandemia del COVID-19, fue muy activa en el desarrollo de soluciones de bajo costo basados en impresión en 3D que ayudaron a proteger al personal de salud y los pacientes: visera médica 3D para fabricar protectores faciales para personal médico, protectores faciales para niños, cascos CPAP (dispositivos de ventilación no invasiva)  y un videolaringoscopio de bajo costo el cual fue uno de los 50 proyectos financiados por el Consejo Nacional de Ciencia, Tecnología e Innovación (Concytec), elegido dentro de más de 1000 propuestas. El financiamiento permitió entregar 50 kits de videolaringoscopio a hospitales del sur del Perú. 
Junto al equipo del Centro de Investigación, Transferencia de Tecnologías y Desarrollo de Software (CITESOFT) de la UNSA ha desarrollado un modelo tridimensional personalizado para prótesis de cadera, utilizando imágenes de rayos X.
Junto con su equipo en la Universidad Nacional de San Agustín y la Universidad de Oklahoma, está trabajando en un fluoroscopio inteligente para la detección temprana de cáncer de piel.

## Premios y reconocimientos
En octubre de 2013 recibió el reconocimiento a las “Mujeres Científicas en la Investigación Universitaria y Mujeres Destacadas en el Perú», otorgado por la Asamblea Nacional de Rectores (ANR). 
Fue reconocida como la "Ingeniera Peruana 2022", recibió el premio de manos de la primera decana del Colegio de Ingenieros del Perú, María del Carmen Ponce Mejía.
La Organización de las Naciones Unidas para la Educación, la Ciencia y la Cultura (Unesco) valoró su trabajo en la atención de necesidades sociales en el campo de la medicina y otras áreas con el uso de la tecnología en el evento “La mujer científica y su contribución a la construcción de la paz y el desarrollo: presencia de la mujer investigadora en Arequipa”
En el 2023 su historia fue incluida en el libro "Guardianas de la Salud" que narra cinco historias de mujeres peruanas quienes desde distintas disciplinas han aportado al cuidado de la salud de los peruanos. 
La Asociación Nacional de Laboratorios Farmacéuticos (ALAFARPE) y WomenCeo Perú reconocieron su aporte incluyéndola en el libro "Mujeres en el Conocimiento" que contiene una lista de 28 mujeres expertas que, al bicentenario, tienen voz relevante en las distintas materias abordadas.